# Mesochorus palliolatus
Mesochorus palliolatus là một loài tò vò trong họ Ichneumonidae.